# Heteragrion ochraceum
Heteragrion ochraceum – gatunek ważki z rodziny Heteragrionidae. Występuje na terenie Ameryki Południowej.